# Ptecticus sackenii
Ptecticus sackenii är en tvåvingeart som beskrevs av Samuel Wendell Williston  1885. Ptecticus sackenii ingår i släktet Ptecticus och familjen vapenflugor. Inga underarter finns listade i Catalogue of Life.